# هانس-پیتر دور
 هانس-پیتر دور (انگلیسی: Hans-Peter Dürr؛ زاده ۷ اکتبر ۱۹۲۹) یک فیزیک‌دان اهل آلمان است.